# Глоссарий теории узлов
В этом глоссарии приведены определения основных терминов, использующихся в теории узлов. Курсивом выделены ссылки внутри глоссария.
| # А Б В Г Д Е Ё Ж З И К Л М Н О П Р С Т У Ф Х Ц Ч Ш Щ Э Ю Я |

## А

Пример альтернированной диаграммы, представляющей брунново зацепление, а именно, зацепление Борромео

Аддитивный инвариант
Числовой инвариант, значения которого складываются при связном суммировании узлов и зацеплений.

Альтернированная диаграмма
Диаграмма, при движении вдоль каждой компоненты которой проходы чередуются с переходами. Или, что то же самое, диаграмма, любая дуга которой является мостом единичной длины.
Альтернированное зацепление
Зацепление, имеющее альтернированную диаграмму.
Альтернированный узел
Частный случай понятия альтернированное зацепление для однокомпонентных зацеплений.

## Б
Брунново зацепление
Нетривиальное зацепление, которое становится тривиальным при удалении любой его компоненты.

## В
Восходящая диаграмма
1. Ориентированная диаграмма, на которой можно выбрать такой упорядоченный набор точек, по одной на каждой её компоненте, что при последовательном прохождении этих компонент вдоль ориентации, начиная в очередной отмеченной точке, каждый перекрёсток проходится сначала по нижней ветви, а затем уже по верхней.
2. Диаграмма, удовлетворяющая вышеописанному условию относительно хотя бы одной ориентации.

## Г
Геометрический узел
1. Непрерывное инъективное отображение {\displaystyle f\colon S^{1}\to \mathbb {R} ^{3}} окружности в трёхмерное евклидово пространство. Или, что то же самое, топологическое вложение окружности в {\displaystyle \mathbb {R} ^{3}}.
2. Образ подобного топологического вложения {\displaystyle f\colon S^{1}\to \mathbb {R} ^{3}}. Иными словами, подмножество трёхмерного евклидова пространства, гомеоморфное окружности. Или, что то же самое, связное замкнутое одномерное подмногообразие евклидова пространства {\displaystyle \mathbb {R} ^{3}}.
Частный случай геометрического зацепления.
Геометрическое зацепление
1. Непрерывное инъективное отображение {\displaystyle f\colon S^{1}\sqcup \ldots \sqcup S^{1}\to \mathbb {R} ^{3}} дизъюнктного объединения конечного числа окружностей в трёхмерное евклидово пространство. Или, что то же самое, топологическое вложение конечного набора окружностей в {\displaystyle \mathbb {R} ^{3}}.
2. Образ подобного топологического вложения {\displaystyle f\colon S^{1}\sqcup \ldots \sqcup S^{1}\to \mathbb {R} ^{3}}. Иными словами, подмножество трёхмерного евклидова пространства, гомеоморфное дизъюнктному объединению конечного числа окружностей. Или, что то же самое, замкнутое одномерное подмногообразие евклидова пространства {\displaystyle \mathbb {R} ^{3}}.
Обобщение геометрического узла.
Гомотопность геометрических зацеплений
Два геометрических зацепления {\displaystyle f,g\colon S^{1}\sqcup \ldots \sqcup S^{1}\to \mathbb {R} ^{3}} называются гомотопными, если существует такая гомотопия {\displaystyle F_{t}\colon S^{1}\sqcup \ldots \sqcup S^{1}\to \mathbb {R} ^{3}}, параметризованная числом {\displaystyle t\in [0,1]}, что {\displaystyle F_{0}=f}, {\displaystyle F_{1}=g} и для каждого {\displaystyle t\in [0,1]} образы сужений отображения {\displaystyle F_{t}} на различные окружности не пересекаются.
Граф Зейферта ориентированной диаграммы
Размеченный граф, определённым образом заданный ориентированной диаграммой. Его множество вершин совпадает с множеством всех окружностей Зейферта диаграммы, а множество рёбер — с множеством её перекрёстков. Концами ребра считается пара вершин, представляющих собой окружности Зейферта, соединённые данным перекрёстком. Разметка графа Зейферта, по определению, состоит из указания того, какой тип имеет каждый перекрёсток диаграммы (положительный или отрицательный), и того, какое направление имеет каждая окружность Зейферта (по часовой стрелке или против). Последнее сопоставление представляет собой правильную раскраску вершин в два цвета. Тем самым, любой граф Зейферта является двудольным.
Группа симметрий
Группа классов отображений дополнительного пространства данного узла или зацепления. Представляет собой инвариант.
Группа зацепления
Фундаментальная группа дополнительного пространства данного зацепления. Представляет собой инвариант.
Группа классов конкордантности узлов
Абелева группа, состоящая из классов эквивалентности ручных ориентированных узлов относительно конкордантности с операцией связная сумма. Её нейтральным элементом является класс срезанных узлов.
Группа Милнора зацепления
Факторгруппа группы зацепления по произведению коммутантов ядер гомоморфизмов, индуцированных удалением компонент данного зацепления. Представляет собой инвариант.
Группа узла
Частный случай понятия группа зацепления для однокомпонентных зацеплений.
Гиперболический объём
Объём гиперболического трёхмерного многообразия, являющегося дополнительным пространством данного гиперболического узла или гиперболического зацепления. Представляет собой инвариант.
Гиперболическое зацепление
Зацепление, дополнительное пространство которого является гиперболическим трёхмерным многообразием.
Гиперболический узел
Частный случай понятия гиперболическое зацепление для однокомпонентных зацеплений.
Гладкий геометрический узел
Частный случай понятия гладкое геометрическое зацепление для однокомпонентных геометрических зацеплений.
Гладкое геометрическое зацепление
Геометрическое зацепление, представляющее собой набор гладких замкнутых кривых.

## Д

Диаграмма торического узла типа, имеющая перекрёстков и сколько же дуг. Половина этих дуг являются мостами

Движение Рейдемейстера
Один из трёх определённых типов преобразований диаграмм. Первое движение представляет собой появление и исчезновение малой петли, второе — появление и исчезновение пары перекрёстков, а третье — прохождение некоторой нити над перекрёстком.
Также используется термин преобразование Рейдемейстера.

Диаграмма
1. Подмножество евклидовой плоскости {\displaystyle \mathbb {R} ^{2}}, получающееся из некоторой регулярной плоской проекции определёнными разрывами в её двойных точках. А именно, разрывами той ветви маленькой окрестности каждой двойной точки, прообраз в {\displaystyle \mathbb {R} ^{3}} которой имеет меньшую третью координату. Такую ветвь называют проход или нижняя ветвь, а оставшуюся — переход или верхняя ветвь.
2. Класс эквивалентности регулярных плоских проекций, где эквивалентными называются такие проекции, которые получаются друг из друга плоской изотопией.
Также используется термин плоская диаграмма.
Диаграмма замкнутой косы
1. Ориентированная диаграмма, у которой все окружности Зейферта вложены друг в друга и имеют одинаковое направление. Или, что то же самое, ориентированная диаграмма, полученная из некоторой диаграммы косы, ориентированной от начала её нитей к их концам, операцией замыкания Александера.
2. Диаграмма, удовлетворяющая вышеописанному условию относительно хотя бы одной ориентации. Или, что то же самое, диаграмма, полученная из некоторой диаграммы косы операцией замыкания Александера.
Дикий узел
Частный случай понятия дикое зацепление для однокомпонентных зацеплений.
Дикое зацепление
Зацепление, не являющееся ручным.
Дополнительное пространство
1. Дополнение некоторого геометрического представителя данного узла или зацепления до трёхмерного евклидова пространства {\displaystyle \mathbb {R} ^{3}}. Является некомпактным трёхмерным многообразием без края.
2. Дополнение некоторого геометрического представителя зацепления до трёхмерной сферы {\displaystyle S^{3}=\mathbb {R} ^{3}\cup \{\infty \}}.
3. Дополнение внутренности утолщения зацепления до {\displaystyle \mathbb {R} ^{3}}. Является некомпактным трёхмерным многообразием, край которого гомеоморфен набору торов.
4. Дополнение внутренности утолщения зацепления до {\displaystyle S^{3}}. Является компактным трёхмерным многообразием, край которого гомеоморфен набору торов.
5. Топологический тип топологического пространства, заданного одним из способов выше. Является инвариантом.
Также используются термины дополнение и внешность.
Дуга диаграммы
Компонента связности диаграммы зацепления.
Дуговой индекс
Наименьшее значение количества вертикальных (или, что то же самое, количества горизонтальных) звеньев среди всех прямоугольных диаграмм данного узла или зацепления. Является инвариантом.

## З

Сложная диаграмма тривиального узла

Замыкание Александера косы

Задача развязывания
Частный случай задачи распознавания, в котором одно из зацеплений является тривиальным.
В случае узлов также используются термины задача распознавания тривиального узла и проблема распознавания тривиального узла.
Задача распознавания
Задача разрешимости, заключающаяся в определении того, являются ли изотопными два заданных некоторым образом геометрических узла или зацепления.
Также используются термины проблема сравнения
 и проблема распознавания.
Закрученность ориентированной диаграммы
Разность между количеством положительных перекрёстков и количеством отрицательных перекрёстков ориентированной диаграммы.
Также используется термин индекс скрещивания.

Замыкание Александера
Определённое отображение из множества всех кос в множество зацеплений.
Зацепление
Класс эквивалентности геометрических зацеплений по отношению изотопности.
Обобщение узла.
Также используется термин цепь.
Зеркальный образ
1. Диаграмма, получающееся из данной заменой типов всех перекрёстков, т. е. заменой проходов на переходы и наоборот без изменения тени диаграммы.
2. Узел или зацепление, получающееся из геометрического представителя данного зацепления отражением относительно некоторой плоскости.
Также используется термин зеркальное отражение.
Зеркальное зацепление
Зацепления, эквивалентное своему зеркальному образу.
Также используются термины амфихиральное зацепление и ахиральное зацепление. Противоположное понятие — хиральное зацепление.
Зеркальный узел
Частный случай понятия зеркальное зацепление для однокомпонентных зацеплений.

## И
Изотопность геометрических зацеплений
Два геометрических зацепления называются изотопными, если существует объемлющая изотопия, переводящая первое геометрическое зацепление во второе.
Изотопность ориентированных геометрических зацеплений
Два ориентированных геометрических зацепления называются изотопными, если существует объемлющая изотопия, переводящая первое геометрическое зацепление во второе и совмещающая ориентацию компонент первого зацепления с ориентацией компонент второго.
Изотопность ориентированных геометрических узлов
Частный случай понятия изотопность ориентированных геометрических зацеплений для однокомпонентных зацеплений.
Изотопность геометрических узлов
Частный случай понятия изотопность геометрических зацеплений для однокомпонентных зацеплений.
Изотопность упорядоченных геометрических зацеплений
Два упорядоченных геометрических зацепления называются изотопными, если существует объемлющая изотопия, переводящая первое геометрическое зацепление во второе и совмещающая порядок (нумерацию) компонент первого зацепления с порядком компонент второго.
Изогнутость
Наименьшее значение вариации поворота среди всех гладких представителей данного узла. Является инвариантом.
Инвариант
Произвольная функция, действующая из множества узлов или зацеплений. Или, что то же самое, функция, действующая из множества геометрических узлов или геометрических зацеплений, принимающая одинаковые значения на изотопных элементах.
Инвариант конечного типа
Элемент определённого семейства инвариантов ручных узлов и зацеплений.
Также используются термины инвариант конечного порядка, инвариант Васильева — Гусарова и инвариант Гусарова — Васильева.
Инвариант Милнора
Элемент определённого семейства инвариантов зацеплений.
Индекс косы
Наименьшее значение количества окружностей Зейферта среди всех диаграмм замкнутой косы данного узла или зацепления. Является инвариантом.
Также используется термин ‘’’число нитей’’’.

## К
Квадрисеканта
Прямая, пересекающая данное геометрическое зацепление или геометрический узел в ровно четырёх точках.
Классификация Тёрстона
Разбиение множества всех ручных узлов на торические, сателлитные и гиперболические, основанное на применении теоремы о геометризации к дополнительному пространству узла.

Короткое замыкание косы из чётного (слева) или из нечётного (справа) числа нитей

Схематичное изображение кобордизма между двумя узлами.
Кобордизм
1. Компактная, ориентируемая поверхность {\displaystyle \Sigma }, топологически вложенная в пространство {\displaystyle \mathbb {R} ^{3}\times [0,1]}, пересекающаяся с объединением {\displaystyle (\mathbb {R} ^{3}\times \{0\})\cup (\mathbb {R} ^{3}\times \{1\})} по своему краю.
2. Само такое топологическое вложение.
Кобордизм называется локально плоским или гладким в зависимости от того, является ли вложение локально плоским или гладким.
Говорят, что кобордизм {\displaystyle \Sigma } соединяет один узел или зацепление с другим, если у них имеются такие геометрические представители {\displaystyle L_{1}\subset \mathbb {R} ^{3}} и {\displaystyle L_{2}\subset \mathbb {R} ^{3}}, что {\displaystyle \Sigma \cap (\mathbb {R} ^{3}\times \{0\})=L_{1}\times \{0\}} и {\displaystyle \Sigma \cap (\mathbb {R} ^{3}\times \{1\})=L_{2}\times \{1\}}.
Если зацепления ориентированы, предполагается, что ориентация поверхности согласована с ориентацией зацеплений, а точнее, последнее условие заменяется на {\displaystyle \Sigma \cap (\mathbb {R} ^{3}\times \{1\})=L_{2}^{rev}\times \{1\}}, где {\displaystyle L_{2}^{rev}} — результат обращения ориентации на {\displaystyle L_{2}}.
Кобордизм-расстояние
1. Топологическое кобордизм-расстояние — наименьшее значение рода локально плоского кобордизма, соединяющего один узел или зацепление с другим.
2. Гладкое кобордизм-расстояние — наименьшее значение рода гладкого кобордизма, соединяющего один узел или зацепление с другим.
Компонента диаграммы
1. Объединение дуг диаграммы, соответствующих некоторой компоненте зацепления.
2. Тень диаграммы некоторой компоненты зацепления.
Компонента зацепления
1. Сужение геометрического представителя данного зацепления на одну из окружностей.
2. Компонента связности геометрического представителя данного зацепления.
3. Узел, соответствующий описанному выше геометрическому зацеплению.
Количество компонент зацепления является инвариантом.
Конкордантность
1. Два узла или зацепления называются топологически конкордантными, если между ними существует локально плоский кобордизм, чей род равен нулю. Или, иными словами, если топологическое кобордизм-расстояние между ними равно нулю.
2. Два узла или зацепления называются гладко конкордантными, если между ними существует гладкий кобордизм, чей род равен нулю. Или, иными словами, если гладкое кобордизм-расстояние между ними равно нулю.
Копредставление Виртингера
Определённый способ задать группу зацепления, представленного диаграммой, образующими и соотношениями. В качестве образующих выступают меридиональные петли, огибающие дуги диаграммы, а в качестве соотношений — определённые тождества на перекрёстках.
Также используется термин задание Виртингера.

Короткое замыкание
Определённое отображение из множества всех кос в множество зацеплений (от англ. short-circuit — короткое замыкание). Также используется термин замыкание Стенфорда — Мостового.
Коэффициент зацепления
1. Определённый целочисленный инвариант двухкомпонентных ориентированных зацеплений.
2. Инвариант двухкомпонентных (неориентированных) зацеплений, равный абсолютному значению коэффициента зацепления, вычисленного относительно произвольной ориентации зацепления.

## М

Мутация между узлом Конвея и узлом Киношиты – Терасаки

Меридиональная петля
Петля в дополнительном пространстве зацепления, гомотопная меридиану утолщения одной из компонент этого зацепления.
Меридиональный ранг
Наименьшее значение мощности порождающего множества группы зацепления, каждый элемент которого представляется меридианом. Является инвариантом.
Моноид узлов
Коммутативный моноид, состоящий из всех ручных ориентированных узлов с операцией связная сумма.
Мост диаграммы
Дуга диаграммы, содержащая хотя бы один перекрёсток. Длина моста — количество перекрёстков, которое он содержит.

Мутанты
Такая пара узлов или зацеплений, что первое зацепление можно получить из второго конечной последовательностью мутаций.
Мутация
Определённый тип преобразований узлов и зацеплений.

## Н
Несвязное объединение
Коммутативная бинарная операция на множестве всех зацеплений, сопоставляющая паре зацеплений из {\displaystyle n} и {\displaystyle m} компонент зацепление из {\displaystyle n+m} компонент, заданное геометрическим представителем, полученным расположением геометрических представителей исходных зацеплений по разные стороны от некоторой плоскости.
Нисходящая диаграмма
1. Ориентированная диаграмма, на которой можно выбрать такой упорядоченный набор точек, по одной на каждой её компоненте, что при последовательном прохождении этих компонент вдоль ориентации, начиная в очередной отмеченной точке, каждый перекрёсток проходится сначала по верхней ветви, а затем уже по нижней.
2. Диаграмма, удовлетворяющая вышеописанному условию относительно хотя бы одной ориентации.
Нотация Александера — Бриггса
Определённый способ табуляции ручных узлов и зацеплений.
Нотация Гаусса
Определённый способ кодирования диаграмм узлов и зацеплений.
Нотация Даукера — Тистлетвэйта
Определённый способ кодирования диаграмм узлов и зацеплений.
Нотация Конвея
Определённый способ перечисления ручных узлов и зацеплений.

## О
Объемлющая изотопия
Такое непрерывное семейство гомеоморфизмов {\displaystyle f_{t}\colon \mathbb {R} ^{3}\to \mathbb {R} ^{3}}, параметризованное числом {\displaystyle t\in [0,1]}, что {\displaystyle f_{0}} — тождественное отображение. Под непрерывностью семейства имеется в виду то, что отображение {\displaystyle \mathbb {R} ^{3}\times [0,1]\to \mathbb {R} ^{3}}, заданное правилом {\displaystyle (x,t)\mapsto f_{t}(x)}, является непрерывным.
Путь, заданный формулой {\displaystyle t\mapsto f_{t}(x)}, называется траекторией движения точки {\displaystyle x\in \mathbb {R} ^{3}} под действием объемлющей изотопии {\displaystyle f_{t}}.
Говорят, что объемлющая изотопия переводит подмножество {\displaystyle A\subseteq \mathbb {R} ^{3}} в подмножество {\displaystyle B\subseteq \mathbb {R} ^{3}}, если {\displaystyle f_{1}(A)=B}.
Также используется термин изотопическая деформация.
Обратимое зацепление
Зацепление, имеющее в качестве представителя ориентированное геометрическое зацепление, изотопное результату обращения ориентации всех его компонент.
Обратимый узел
Частный случай понятия обратимое зацепление для однокомпонентных зацеплений.
Обращение ориентации
Преобразование ориентированных узлов и зацеплений, заключающееся в замене ориентации всех или некоторых компонент данного зацепления на противоположную.
Ограничивающее зацепление
Зацепление называется ограничивающим (от англ. boundary link), если у него имеется такая локально плоская поверхность Зейферта, что каждая её компонента связности содержит ровно одну компоненту края этой поверхности.
Окружность Зейферта ориентированной диаграммы
Любая из простых замкнутых ориентированных кривых, получающихся в разультате разрешения каждого перекрёстка ориентированной диаграммы.
Ориентация диаграммы задаёт направление на каждой окружности Зейферта. В соответствии с этим окружности Зейферта делятся на два типа: направленные по часовой стрелке и направленные против часовой стрелки.
Также используется термин цикл Зейферта.
Ориентация
1. Ориентация геометрического узла — один из двух способов указать направление обхода окружности этого геометрического узла. Или, иными словами, ориентация соответствующего  связного замкнутого одномерного многообразия.
2. Ориентация геометрического зацепления — способ указать направление обхода каждой компоненты этого геометрического зацепления. Или, иными словами, ориентация соответствующего замкнутого одномерного многообразия.
3. Ориентация диаграммы — способ указать направление обхода дуг этой диаграммы, согласованный с некоторой ориентацией соответствующего геометрического зацепления.
Определение типа перекрёстков ориентированной диаграммы: слева — положительный перекрёсток, а справа — отрицательный.
Ориентированная диаграмма
Диаграмма вместе с ориентацией.
Каждый перекрёсток ориентированной диаграммы имеет один из двух типов: положительный перекрёсток — такой, что ориентация его нижней ветви (прохода) указывает налево от ориентации его верхней ветви (перехода); отрицательный перекрёсток — противоположное понятие.
Ориентированное геометрическое зацепление
Геометрическое зацепление вместе с ориентацией.
Ориентированное зацепление
Класс эквивалентности ориентированных геометрических зацеплений по отношению изотопности.
Ориентированный геометрический узел
Частный случай понятия ориентированное геометрическое зацепление для однокомпонентных зацеплений.
Ориентированный узел
Частный случай понятия ориентированное зацепление для однокомпонентных зацеплений.

## П
Параллель узла
Параллель утолщения данного узла, которая удовлетворяет одному из следующих эквивалентных условий:
- Её коэффициент зацепления с самим узлом равен нулю.
- Она совпадает с пересечением края утолщения узла и некоторой локально плоской поверхности Зейферта этого узла.
- Она гомологична нулю в дополнительном пространстве узла. Или, что то же самое, представляет нулевой элемент в первой группе гомологий этого пространства.

Плетёное замыкание косы из чётного (слева) или из нечётного (справа) числа нитей

Переключение перекрёстка
1. Преобразование диаграмм, заключающееся в смене типа некоторого перекрёстка диаграммы (прохода на переход и наоборот).
2. Преобразование узлов и зацеплений, заключающееся в смене типа некоторого перекрёстка на некоторой диаграмме данного зацепления.
Также используются термины замена перекрёстка и переброска.
Перекрёсток диаграммы
1. Участок диаграммы, полученный в результате разрыва нижней ветви на маленькой окрестности некоторой двойной точки регулярной плоской проекции.
2. То же, что и двойная точка регулярной плоской проекции.
Перешеек
Перекрёсток диаграммы, удаление которого увеличивает количество компонент связности её тени.
Также используется термин точка распадения.

Плетёное замыкание
Определённое отображение из множества всех кос в множество зацеплений (от англ. plat — плетение).
Плоская изотопия
Такое непрерывное семейство гомеоморфизмов {\displaystyle f_{t}\colon \mathbb {R} ^{2}\to \mathbb {R} ^{2}}, параметризованное числом {\displaystyle t\in [0,1]}, что {\displaystyle f_{0}} — тождественное отображение. Под непрерывностью семейства имеется в виду то, что отображение {\displaystyle \mathbb {R} ^{2}\times [0,1]\to \mathbb {R} ^{2}}, заданное правилом {\displaystyle (x,t)\mapsto f_{t}(x)}, является непрерывным.
Путь, заданный формулой {\displaystyle t\mapsto f_{t}(x)}, называется траекторией движения точки {\displaystyle x\in \mathbb {R} ^{2}} под действием плоской изотопии {\displaystyle f_{t}}.
Говорят, что плоская изотопия переводит подмножество {\displaystyle A\subseteq \mathbb {R} ^{2}} в подмножество {\displaystyle B\subseteq \mathbb {R} ^{2}}, если {\displaystyle f_{1}(A)=B}.
Плоская проекция
Образ геометрического узла или геометрического зацепления относительно ортогональной проекции {\displaystyle \pi \colon \mathbb {R} ^{3}\to \mathbb {R} ^{2}} трёхмерного евклидова пространства {\displaystyle \mathbb {R} ^{3}} на евклидову плоскость, заданной формулой {\displaystyle (x,y,z)\mapsto (x,y)}.
Ветвь плоской проекции — её подмножество, являющееся образом связного подмножества геометрического зацепления.
Кратностью или порядком точки на плоской проекции называется мощность её прообраза относительно ортогональной проекции {\displaystyle \pi }. Плоская проекция называется регулярной, если кратность каждой её точки не превосходит двух (т. е. равна единице или двойке), причем двойных точек (т. е. точек кратности два) лишь конечное число, и каждая из них представляет собой трансверсальное пересечение.
Образ полигонального зацепления относительно ортогональной проекции {\displaystyle \pi } является конечным набором замкнутых ломаных на плоскости. В этом случае при условии регулярности плоской проекции для трансверсальности достаточно того, чтобы кратность всех вершин ломаной была равна единице.
В случае гладких зацеплений при условии регулярности плоской проекции для трансверсальности достаточно того, чтобы касательные прямые в соответствующих двойной точке двух точках зацепления проецировались в две различные прямые на плоскости.
Полигональное геометрическое зацепление
Геометрическое зацепление, являющееся объединением конечного числа ломаных. Иными словами, конечный набор непересекающихся замкнутых несамопересекающихся ломаных в трёхмерном евклидовом пространстве {\displaystyle \mathbb {R} ^{3}}.
Полигональный геометрический узел
Частный случай понятия полигональное геометрическое зацепление для однокомпонентных геометрических зацеплений.
Полиномиальный инвариант
Тип инварианта узлов и зацеплений, принимающего значения в множестве многочленов.
Полноторий
Произведение {\displaystyle S^{1}\times D^{2}} окружности и диска. Является компактным трёхмерным многообразием, край которого совпадает с тором {\displaystyle S^{1}\times \partial D^{2}}.
Меридиан полнотория — простая замкнутая кривая на его крае, имеющая вид {\displaystyle \{x\}\times \partial D^{2}}, где {\displaystyle x\in S^{1}}.
Параллель полнотория — простая замкнутая кривая на его крае, имеющая вид {\displaystyle S^{1}\times \{x\}}, где {\displaystyle x\in \partial D^{2}}.
Сердцевина полнотория — простая замкнутая кривая в его внутренности, имеющая вид {\displaystyle S^{1}\times \{x\}}, где {\displaystyle x} — центр диска {\displaystyle D^{2}}.
Полный инвариант
Инвариант, обладающий тем свойством, что если его значения на двух узлах или зацеплениях совпадают, то либо такие зацепления совпадают, либо одно является зеркальным образом другого.
Положительная диаграмма
Ориентированная диаграмма, каждый перекрёсток которой является положительным.
Положительное зацепление
1. Ориентированное зацепление, имеющее положительную диаграмму.
2. Зацепление, которое можно снабдить такой ориентацией, что оно будет иметь положительную диаграмму.
Положительный узел
Частный случай понятия положительное зацепление для однокомпонентных зацеплений.
Поверхность Зейферта
1. Компактная, ориентируемая поверхность, топологически вложенная в пространство {\displaystyle \mathbb {R} ^{3}}, краем которой является некоторый геометрический представитель данного узла или зацепления.
2. Само такое топологическое вложение.
3. Аналогично определениям выше, но поверхность предполагается связной.
Поверхность Зейферта называется локально плоской или гладкой в зависимости от того, является ли вложение локально плоским или гладким.
Если зацепление ориентировано, предполагается, что ориентация поверхности согласована с ориентацией зацепления.
Преобразование геометрических узлов и зацеплений
Произвольная геометрическая процедура, задающая функцию (возможно, многозначную) из множества геометрических узлов и зацеплений в себя.
Преобразование диаграмм
Произвольная геометрическая процедура, задающая функцию (возможно, многозначную) из множества всех диаграмм в себя.
Преобразование узлов и зацеплений
Произвольная геометрическая процедура, проводимая над геометрическими представителями узлов и зацеплений и задающая функцию (возможно, многозначную) из множества узлов и зацеплений в себя.
Приведённая диаграмма
Диаграмма, не имеющая перешейков.
Простой узел
Узел, который нельзя представить в виде связной суммы двух нетривиальных узлов.

|  |  |
Прямоугольная диаграмма узла
Прямоугольная диаграмма
Определённый тип диаграмм, а именно, диаграмма полигонального геометрического зацепления, на которой звенья (т. е. прямолинейные отрезки) чередуются между горизонтальными и вертикальными, причем верхние ветви всех перекрёстков вертикальны.

## Р
Разводимое зацепление
Зацепление, имеющее геометрического представителя, которое лежит по разные стороны от некоторой плоскости.
Также используется термин расщепимое зацепление.
Разрешение перекрёстка
1. Преобразование диаграмм, заключающееся в ликвидации перекрёстка разрезанием обеих его ветвей в точке пересечения и последующим склеиванием их «наоборот» одним из двух возможных способов.
2. Преобразование узлов и зацеплений, заключающееся в разрешении некоторого перекрёстка на некоторой диаграмме данного зацепления.
Если диаграмма или зацепление снабжены ориентацией, предполагается естественный выбор одного из двух способов ликвидации перекрёстка, а именно, такое однозначное разрешение, которое сохраняет ориентацию.
Также используются термины сглаживание перекрёстка, разведение перекрёстка и уничтожение перекрёстка.
Раскраска
Гомоморфизм из группы узла или зацепления в некоторую группу. Раскрашиваемость — существование подобного гомоморфизма. Раскрашиваемость, а также количество раскрасок заданного типа, являются инвариантами.
Расслоенное зацепление
Зацепление, чьё дополнительное пространство допускает структуру локально тривиального расслоения над окружностью. Или, что то же самое, чьё число Морса — Новикова равно нулю.
Расслоенный узел
Частный случай понятия расслоенное зацепление для однокомпонентных зацеплений.
Род Зейферта
Наименьшее значение рода гладкой поверхности Зейферта данного узла или зацепления. Является инвариантом.
Также используются термины трёхмерный род и просто род.

Ручное зацепление
Зацепление, которое удовлетворяет одному из следующих эквивалентных условий:

Пример геометрического узла, не являющегося ручным

- Оно имеет регулярную плоскую проекцию. Или, что практически то же самое, её число перекрёстков конечно, то есть оно имеет диаграмму.
- Оно имеет полигонального представителя. Или, что практически то же самое, её число отрезков конечно.
- Оно имеет гладкого представителя.
- Оно имеет утолщение.

Ручной узел
Частный случай понятия ручное зацепление для однокомпонентных зацеплений.

## С
Сателлитная операция
Определённый тип преобразований узлов и зацеплений.
Сателлитный узел
Узел, чье дополнительное пространство содержит существенный несжимаемый тор.
Связная сумма
Определённая коммутативная бинарная операция на множестве всех ориентированных узлов.
Также используются термины произведение, композиция и конкатенация.
Скейн-соотношение
Определённый тип соотношений между значениями полиномиального инварианта на диаграммах, отличающихся друг от друга только в небольшой области.

Составной узел
Узел, не являющийся простым.
Состояние диаграммы
Одна из {\displaystyle 2^{n}} диаграмм, полученных из данной диаграммы с {\displaystyle n} перекрёстками разрешением каждого её перекрёстка.

Срезанное зацепление
1. Зацепление называется топологически срезанным, если выполняется одно из следующих эквивалентных условий:

Пример составного узла

Схематичное изображение диска, гладко вложенного в четырёхмерное пространство и ограничивающего узел Киношиты–Терасаки, существование которого подтверждает срезанность данного узла

- Оно топологически конкордантно тривиальному зацеплению.
- Его топологический срезанный род равен нулю.
- Существует такая сфера с дырками, локально плоско вложенная в пространство {\displaystyle \mathbb {R} ^{3}\times [0,\infty )}, что её пересечение с {\displaystyle \mathbb {R} ^{3}\times \{0\}} совпадает с её краем и имеет вид {\displaystyle L\times \{0\}}, где {\displaystyle L\subset \mathbb {R} ^{3}} — геометрический представитель данного зацепления.

2. Зацепление называется гладко срезанным, если выполняется одно из следующих эквивалентных условий:
- Оно гладко конкордантно тривиальному зацеплению.
- Его гладкий срезанный род равен нулю.
- Существует такая сфера с дырками, гладко вложенная в пространство {\displaystyle \mathbb {R} ^{3}\times [0,\infty )}, что её пересечение с {\displaystyle \mathbb {R} ^{3}\times \{0\}} совпадает с её краем и имеет вид {\displaystyle L\times \{0\}}, где {\displaystyle L\subset \mathbb {R} ^{3}} — геометрический представитель данного зацепления.

Срезанный род
1. Топологический срезанный род — инвариант, заданный одним из следующих эквивалентных определений:
- Наименьшее значение рода локально плоского кобордизма, соединяющего данный узел или зацепление с тривиальным.
- Топологическое кобордизм-расстояние от данного зацепления до тривиального.
- Наименьшее значение рода такой компактной, ориентируемой поверхности {\displaystyle \Sigma }, локально плоско вложенной в пространство {\displaystyle \mathbb {R} ^{3}\times [0,\infty )}, что её пересечение с {\displaystyle \mathbb {R} ^{3}\times \{0\}} совпадает с её краем и имеет вид {\displaystyle L\times \{0\}}, где {\displaystyle L\subset \mathbb {R} ^{3}} — геометрический представитель данного зацепления.

2. Гладкий срезанный род — инвариант, заданный одним из следующих эквивалентных определений:
- Наименьшее значение рода гладкого кобордизма, соединяющего данный узел или зацепление с тривиальным.
- Гладкое кобордизм-расстояние от данного зацепления до тривиального.
- Наименьшее значение рода такой компактной ориентируемой поверхности {\displaystyle \Sigma }, гладко вложенной в пространство {\displaystyle \mathbb {R} ^{3}\times [0,\infty )}, что её пересечение с {\displaystyle \mathbb {R} ^{3}\times \{0\}} совпадает с её краем и имеет вид {\displaystyle L\times \{0\}}, где {\displaystyle L\subset \mathbb {R} ^{3}} — геометрический представитель данного зацепления.

Также используется термин четырёхмерный род.
Срезанный узел
Частный случай понятия срезанное зацепление для однокомпонентных зацеплений.
Стандартно вложенная сфера с ручками
Край малой замкнутой окрестности произвольного графа, лежащего внутри некоторой плоскости в трёхмерном евклидовом пространстве.

## Т
Табуляция
Перечисление диаграмм всех или некоторых ручных узлов и зацеплений без повторов в соответствии с некоторой мерой сложности, такой как число перекрёстков.
Тень диаграммы
Образ ортогональной проекции, соответствующей диаграмме.
Тоннельное число
Род Хегора дополнительного пространства данного узла или зацепления. Является инвариантом.
Торический узел
Частный случай понятия торическое зацепление для однокомпонентных зацеплений.
Торическое зацепление
1. Зацепление, имеющее геометрического представителя, который лежит на стандартно вложенном торе.
2. Элемент семейства так называемых торических зацеплений типа {\displaystyle (p,q)}, где {\displaystyle p,q\in \mathbb {Z} }.
Тривиальное зацепление
Зацепление, которое удовлетворяет одному из следующих эквивалентных условий:

Таблица узлов, составленная с использованием нотации Александера — Бриггса

- Оно имеет полигонального представителя, лежащего в некоторой плоскости.
- Оно имеет гладкого представителя, лежащего в некоторой плоскости.
- Оно имеет диаграмму с нулём перекрёстков.
- Оно имеет диаграмму с нулём мостов.
- Оно имеет геометрического представителя, лежащего в некоторой плоскости.
- Его тоннельное число равно нулю.

Тривиальный узел
Частный случай понятия тривиальное зацепление для однокомпонентных зацеплений.
Тройка Конвея
Тройка ориентированных диаграмм, совпадающих везде, за исключением некоторой маленькой области, в которой вторая диаграмма получается из первой переключением перекрёстка, а третья — разрешением этого перекрёстка.

## У
Узел
Класс эквивалентности геометрических узлов по отношению изотопности.
Частный случай зацепления, а именно, однокомпонентное зацепление.
Упорядоченное геометрическое зацепление
Геометрическое зацепление, чьи компоненты пронумерованы различными числами от единицы до их общего количества.
Упорядоченное зацепление
Класс эквивалентности упорядоченных геометрических зацеплений по отношению изотопности.
Утолщение зацепления
Утолщение каждой компоненты данного зацепления.
Утолщение узла
Образ такого топологического вложения {\displaystyle f\colon D^{2}\times S^{1}\to \mathbb {R} ^{3}} полнотория в трёхмерное евклидово пространство, что его сердцевина отображается в некоторого геометрического представителя данного узла.
Меридиан и параллель утолщения — образы меридиана и параллели полнотория относительно подобного топологического вложения.

## Ф
Флайп
Определённый тип преобразований диаграмм.
Также используется термин переворачивание.

## Х
Хиральное зацепление
Зацепления, не эквивалентное своему зеркальному образу. Противоположное понятие — зеркальное зацепление.
Хиральный узел
Частный случай понятия хиральное зацепление для однокомпонентных зацеплений.

## Ц
Циклическое накрытие
Элемент определённой серии накрытий дополнительного пространства данного узла или зацепления.

## Ч
Число Морса — Новикова
Наименьшее значение количества критических точек среди всех функций Морса из дополнительного пространства данного узла или зацепления в окружность. Является инвариантом.
Число мостов
Наименьшее значение количества мостов среди всех диаграмм данного узла или зацепления. Является инвариантом.
Число отрезков
Наименьшее значение количества звеньев (т. е. прямолинейных отрезков) среди всех полигональных представителей данного узла или зацепления. Является инвариантом.
Число перекрёстков
Наименьшее значение количества перекрёстков среди всех диаграмм данного узла или зацепления. Является инвариантом.
Число развязывания
Наименьшее значение количества переключений перекрёстков, которое требуется применить, чтобы превратить данное зацепление в тривиальное. Является инвариантом.
Также используются термины гордиево число и число заузленности.

## Э
Элементарная изотопия
Преобразование полигональных узлов и зацеплений, заключающееся в замене звена (прямолинейного отрезка) {\displaystyle AB} на два звена {\displaystyle AC} и {\displaystyle CB}, а также обратное преобразование, осуществляемое при условии, что треугольник {\displaystyle ABC} не пересекает остальные звенья полигонального зацепления по своей внутренности или границе.
Также используется термин элементарное преобразование.